# Фестский диск
Фе́стский диск — уникальный памятник письма, предположительно минойской культуры эпохи средней или поздней бронзы (2-е тысячелетие до н. э.). Диск диаметром 16 см, изготовленный из терракоты, найден при раскопках города Фест на острове Крит в 1908 году. Его точное назначение, а также место и время изготовления достоверно не известны.
Исследованию Фестского диска посвящено множество работ — как специалистов, так и энтузиастов-любителей, причём последние неоднократно делали заявления о дешифровке надписи на его поверхности. Однако ни одно из предложенных прочтений не было признано в научном сообществе. Работа по изучению Фестского диска продвигается медленно, что связано, в первую очередь, с краткостью сообщения и изолированностью применённой в нём системы письма. По мнению большинства специалистов, реальная перспектива дешифровки Фестского диска может появиться только после обнаружения других памятников этой же письменности. Также существует ряд гипотез о неязыковом характере изображений Фестского диска.
Фестский диск входит в постоянную экспозицию Археологического музея города Ираклион на острове Крит (Греция).

## Внешний вид
Памятник представляет собой диск из терракоты, изготовленный без помощи гончарного круга. Его диаметр колеблется в пределах 158—165 мм, толщина составляет 16—21 мм. На обеих сторонах нанесены борозды в виде спирали, разворачивающейся из центра и содержащей 4—5 витков. Обе стороны покрыты рисунками-оттисками, расположенными по полосам спиралей и распределёнными поперечными линиями по группам (полям). Каждое такое поле содержит от 2 до 7 знаков. Оттиски получены с помощью деревянных или каменных печатей на мягкой глине, до обжига диска, что позволяет считать сообщение на поверхности Фестского диска древнейшим известным науке печатным текстом.

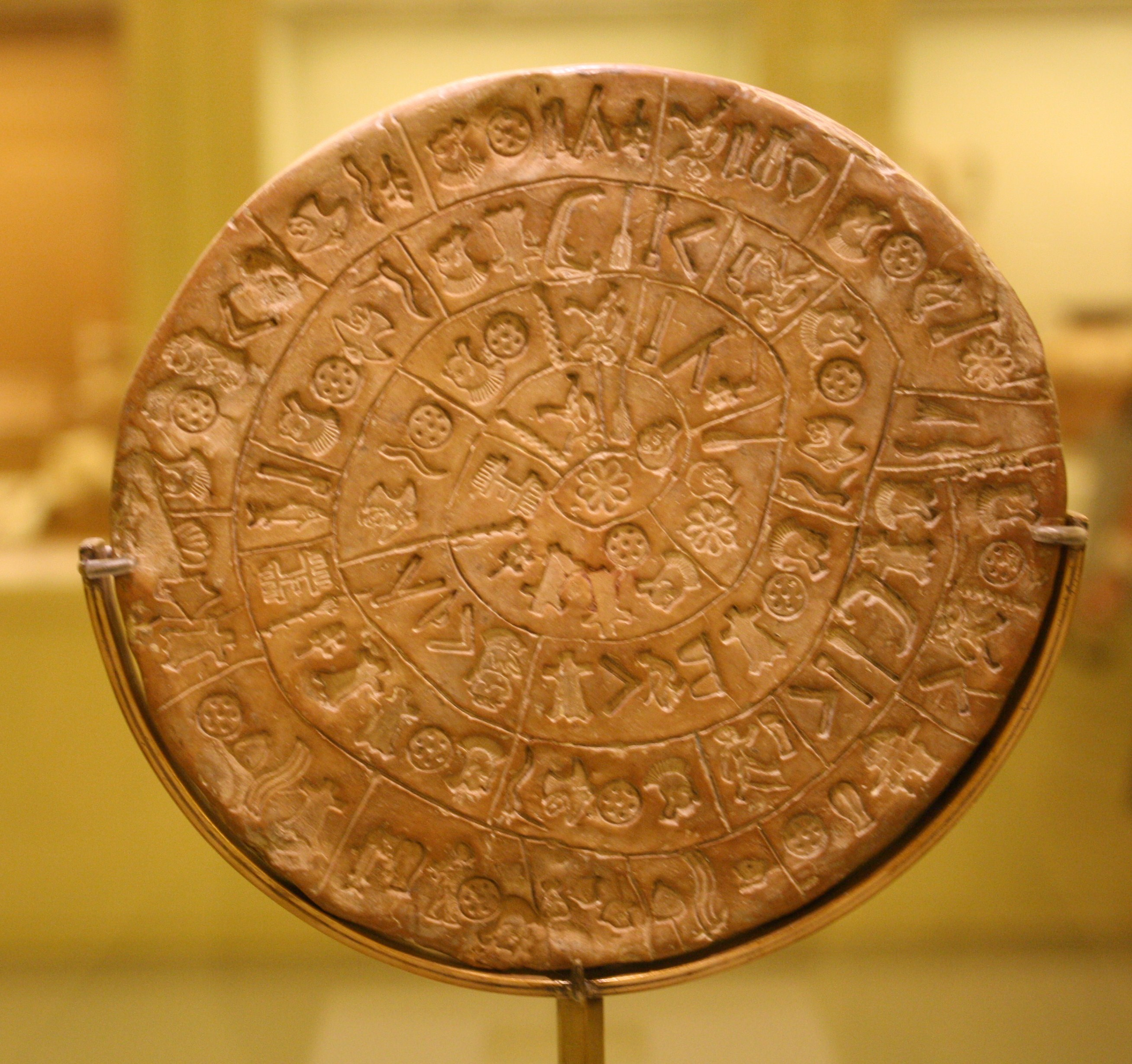
Сторона А
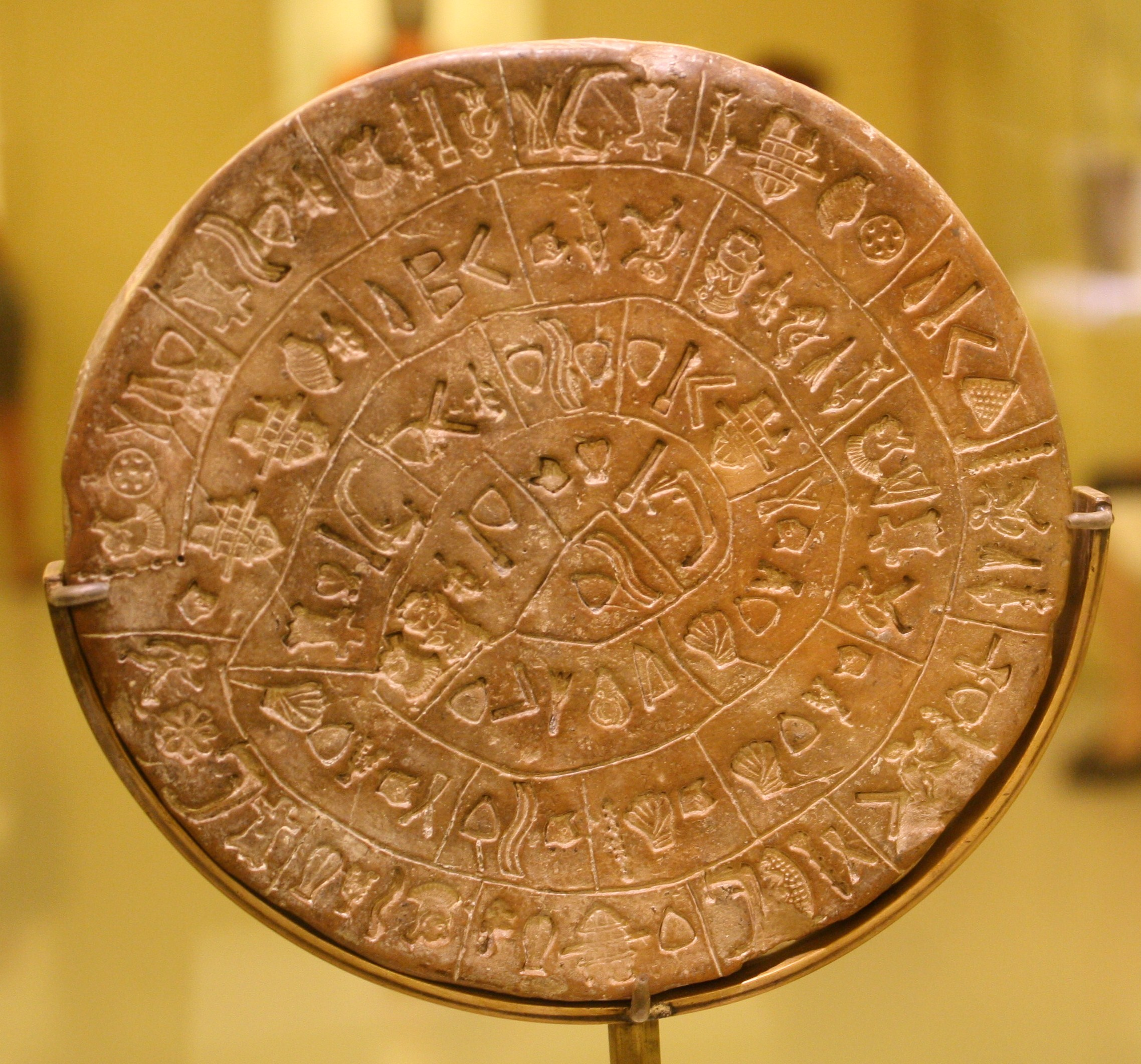
Сторона Б
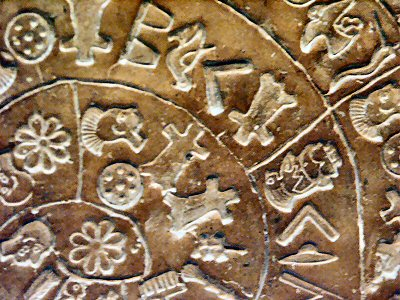
Фрагмент
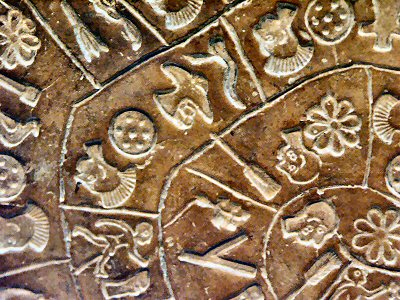
Фрагмент
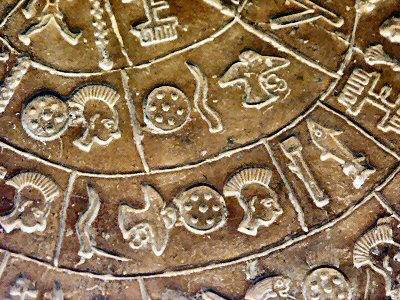
Фрагмент
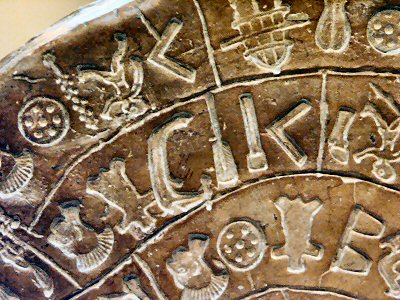
Фрагмент
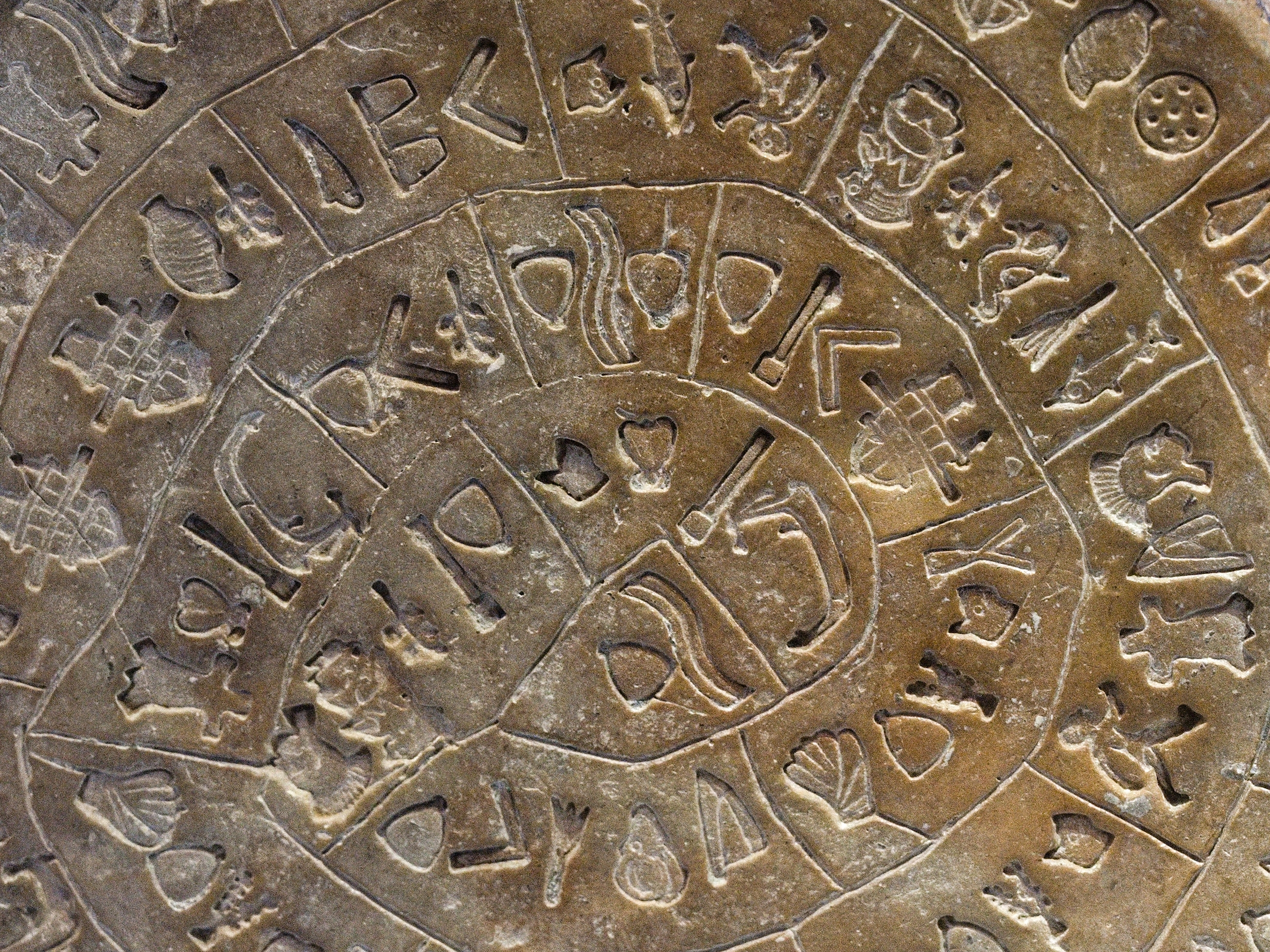
Фрагмент

## История открытия

Луиджи Пернье

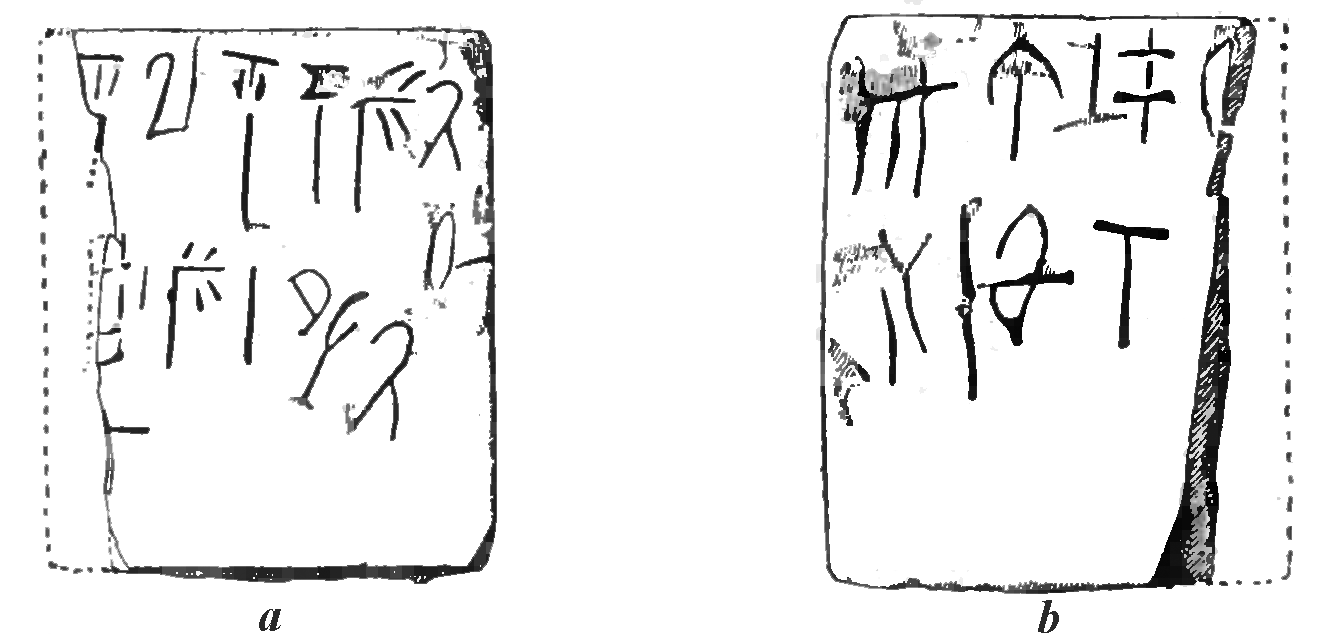
Табличка линейного А (PH-1), найденная рядом с диском. Прорисовка и реконструкция сторон a и b Артура Эванса

Диск был найден итальянской археологической экспедицией Федерико Хальберра вечером 3 июля 1908 года при раскопках древнего минойского города Фест, расположенного недалеко от Агиа Триады на южном побережье Крита. Дворцовый комплекс, скорее всего, был частично разрушен в результате землетрясения, вызванного извержением вулкана на острове Санторин (около 1628 года до н. э.) и затронувшего значительную часть Средиземноморья.
Артефакт обнаружил археолог Луиджи Пернье в культурном слое одного из подсобных помещений (комната № 8 — по всей видимости, храмовое хранилище) строения № 101 при вскрытии первого дворца. Диск находился в главной ячейке тайника, замаскированного в полу комнаты под слоем штукатурки. Содержимое потайных ячеек составляли пепел, чернозём, а также большое количество обгоревших бычьих костей.
В северной части главной ячейки, в том же культурном слое, на несколько дюймов к юго-востоку от диска была обнаружена разломанная табличка PH-1 линейного письма А.
В том же году Пернье выступил со статьёй о своей находке в октябрьском номере журнала Rendiconti della Reale Accademia dei Lincei. В это же время Пернье участвовал во Втором конгрессе итальянских учёных по вопросам научного прогресса, где находки экспедиции были представлены научной общественности Италии.
В 1909 году Пернье опубликовал ещё одну статью, в журнале Ausonia, в этой работе были приведены фотографии обеих сторон диска, а также прорисовки отдельных знаков. В своих публикациях Пернье провёл предварительный анализ памятника, высказал ряд предположений относительно его происхождения, способа изготовления, системы письма, направления чтения.
Находка Пернье сразу привлекла к себе внимание исследователей. Уже в 1909 году обстоятельными публикациями, посвящёнными проблеме диска, отметились такие видные специалисты, как немецкий историк Эдуард Мейер и итальянский археолог Алессандро Делла Сета. Открыватель минойской цивилизации Артур Эванс посвятил Фестскому диску один из трёх разделов в первом томе своего фундаментального труда Scripta Minoa (1909). В своей монографии Эванс опубликовал прорисовку диска, использовавшуюся в дальнейшем в большинстве работ, посвящённых этому памятнику.
В России первое серьёзное исследование диска провёл известный этрусколог и папиролог Альберт Бекштрем.

## Проблематика
С момента открытия Фестский диск являлся изолированным памятником, как по общему исполнению, так и в отношении используемой системы письма. Перед исследователями сразу же встал ряд принципиальных вопросов: является ли диск памятником критского происхождения, или он был завезён на Крит, и если завезён, то откуда? Соответственно, можно ли датировать диск по культурному слою, из которого он был извлечён? Можно ли с уверенностью утверждать, что диск содержит какое-то сообщение? Если это так, то возникают более частные вопросы: к какому типу относится система письма диска (логографическому, силлабическому или алфавитному), в каком направлении следует читать текст и, наконец, каково содержание сообщения? На некоторые из этих вопросов были даны более или менее убедительные ответы, Фестский диск уже нельзя считать абсолютно изолированным памятником. Но тем не менее по отношению к практически каждой из названных проблем в научном сообществе сохраняется разделение мнений.

### Схожие находки

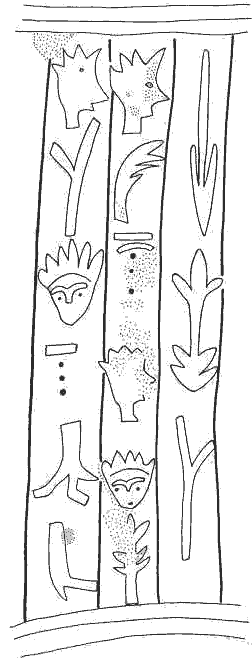
Надпись на секире из Аркалохори

Письменность диска уникальна и кардинально отличается от всех известных видов критского письма (линейного А и Б и двух видов иероглифического). Были обнаружены памятники, в той или иной степени напоминающие письменные знаки с Фестского диска:
- отпечатанный на глине знак (HM 992), аналогичный № 21 диска ([13], найден в 1970 году в Фесте, опубликован в: Kadmos, 1970, bd. IX, H. 1, S. 93);

- надпись на бронзовой секире из Аркалохори (открыта в 1935 году Спиридоном Маринатосом) с похожими, но не идентичными знаками;

- каменный алтарь из Малии, содержащий иероглифические знаки, отличные от знаков Фестского диска, но также не возводимые к линейному письму А;

- другие находки со спиральными надписями были сделаны как на Крите, так и в прочих частях Эгеиды, а также в Этрурии. Среди них можно выделить золотое кольцо из Мавро Спелио, найденное в некрополе недалеко от Кносса (KN Zf 13), и глиняные чаши из Кносса с надписями линейным письмом А;

- этрусская спиральная надпись на свинцовом диске из Мальяно (Piombo di Magliano, CIE 5237=TLE 359, Железный век, не ранее 1200 года до н. э., наиболее вероятно V—IV век до н. э.).

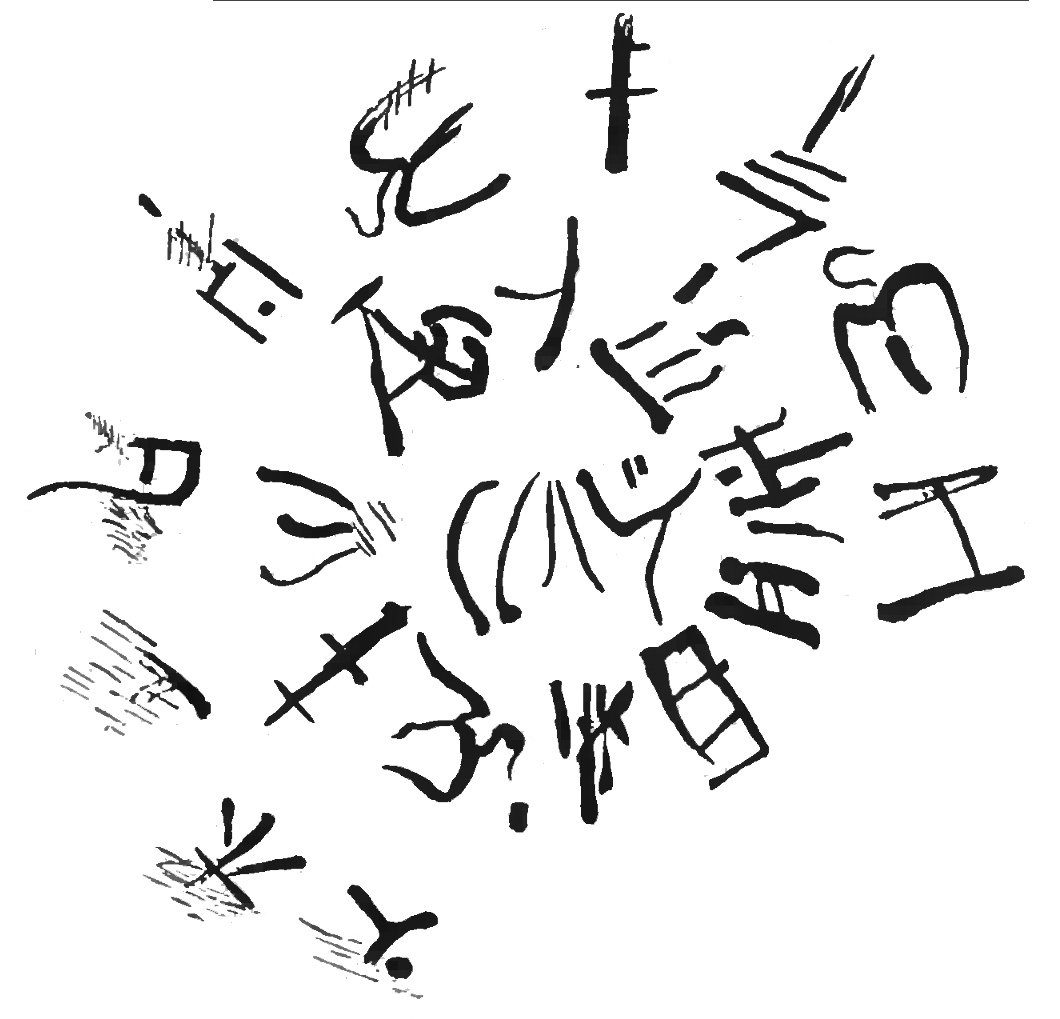
Спиральная надпись линейным А, выполненная чернилами на внутренней поверхности чаши (вид сверху). Третий среднеминойский период
Кольцо из Мавро Спелио (KN Zf 13). Спиральная надпись линейным А
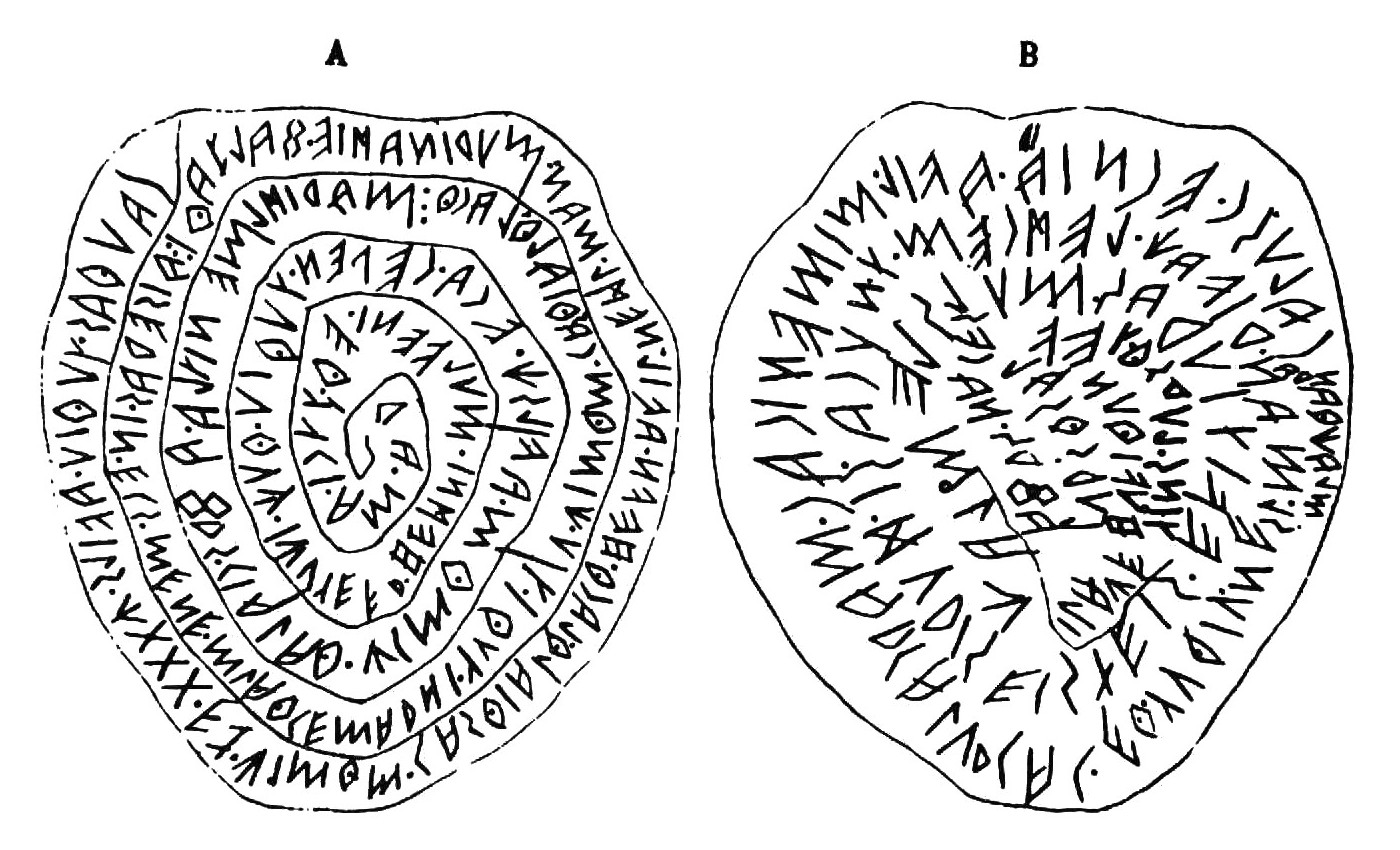
Диск из Мальяно (Piombo di Magliano, TLE 359). Этрусская спиральная надпись. V—IV век до н. э.

В 2001 году в журнале «Донская археология» была опубликована история находки так называемого Владикавказского диска. Находка представляла собой обломок глиняного диска, на одной стороне которого читались знаки, аналогичные знакам Фестского диска. По легенде, обломок был найден в старом доме М. А. Булгакова. Находка вызвала резонанс в отдельных российских и зарубежных средствах массовой информации. Некоторые исследователи высказали сомнения в подлинности диска, однако вскоре было объявлено о пропаже диска, а затем и о признании человека, якобы его изготовившего. В настоящее время местонахождение этого предмета, признанного подделкой, неизвестно.

### Происхождение диска. Характер изображений

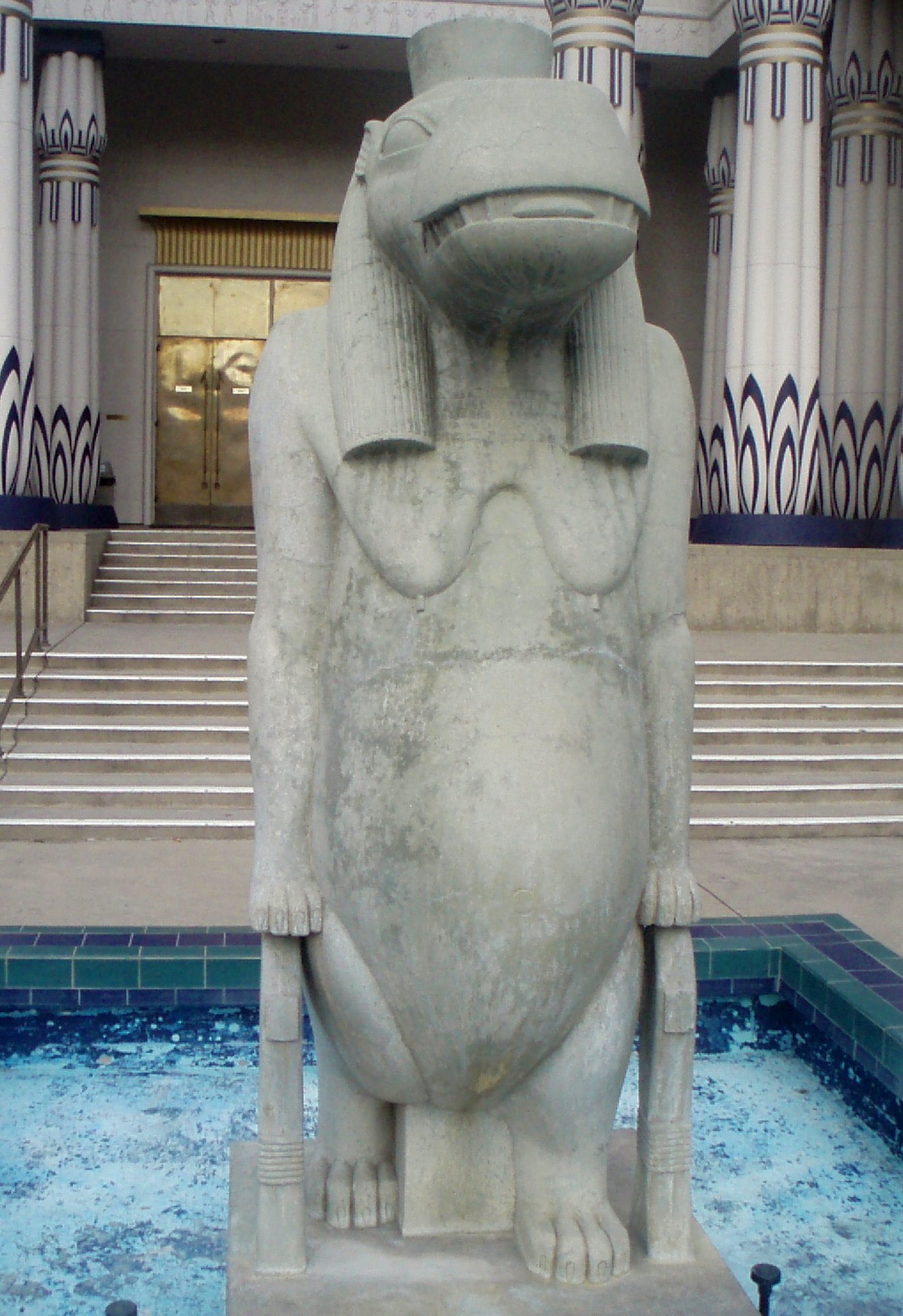
Статуя Та-урт

Происхождение диска остаётся неясным. Сразу после его открытия многие исследователи высказывались в пользу его некритского происхождения. Эванс пришёл к выводу, что диск попал на Крит из юго-западной Анатолии «в качестве свидетельства о мирных отношениях минойских властителей Феста и какого-то соседнего народа». Мейер считал диск филистимлянским изделием, которое «могло попасть в Фест, весьма вероятно, в качестве трофея или письма». Ирландский археолог Р. Макалистер, работавший в Палестине, искал родину диска в Северной Африке. Сторонниками иноземного происхождения диска приводились следующие основные доводы:
1. Сорт глины, из которой изготовлен диск, не встречается на Крите.
Аргумент считали весомым некоторые исследователи на раннем этапе изучения памятника; его приводил Эванс[11], ссылаясь на своего ассистента Дункана Маккензи, крупного специалиста в подобных вопросах. В то же время сам Пернье полагал глину сходной с той, что пошла на изготовление так называемых «яйцевидных» чаш на фабрике Кносского дворца[11]. Авторы более поздних работ практически не возвращались к этому вопросу.
2. Внешний вид иероглифов говорит о том, что письменность диска никак не связана ни с одной из известных письменностей Крита.
На момент открытия диска (1908) это было, безусловно, так. Очевидно, что письменность диска не возводится ни к одной из систем критского письма. Единственное, что можно было указать в качестве общего признака для диска и других артефактов минойской культуры — спиралевидность надписи (на чашах из Кносса). Но подобные надписи были известны во многих культурах. Например, этрусский диск из Мальяно был гораздо ближе к Фестскому диску, чем какой-либо предмет, найденный на Крите.
Однако после последовавших находок — второй известной спиралевидной надписи на перстне из Мавро-Спелио (1927), секиры из Аркалохори (1935), связывающей письменность Фестского диска с линейным письмом А, а затем и отпечатка знака № 21 (1970) — всё бо́льшее число сторонников приобретала гипотеза о критском происхождении Фестского диска. Появились объяснения нестыковок его письменности с традиционным критским письмом[16].
3. Изображения на диске нетипичны для критской традиции, отсутствуют самые распространённые знаки.
Оттиски представляют собой схематичные, но легко узнаваемые объекты окружающей действительности: людей, животных, растения, оружие, орудия труда, предметы обихода, а также ряд объектов, не поддающихся однозначной идентификации. Очевидно, что совокупность всех этих объектов отображает мир, окружавший человека. Это определённо южный мир, скорее всего эгейский[17].
Однако среди знаков Фестского диска нет изображений лабриса, головы быка и других элементов, почитавшихся минойцами. Изображения дома, корабля, человеческих фигур также разнятся с данными истории и археологии Крита. Три знака: 02 (), 06 () и 24 ()[13] — чаще других упоминаются как аргумент в пользу некритского происхождения диска. В апреле 1966 года Эрнст Грумах выступил с докладом, в котором постарался объяснить эти нестыковки и обосновать критское происхождение Фестского диска. Расширенный вариант доклада был опубликован в том числе и на русском языке[18], исследование Грумаха является важным вкладом в изучение проблемы.

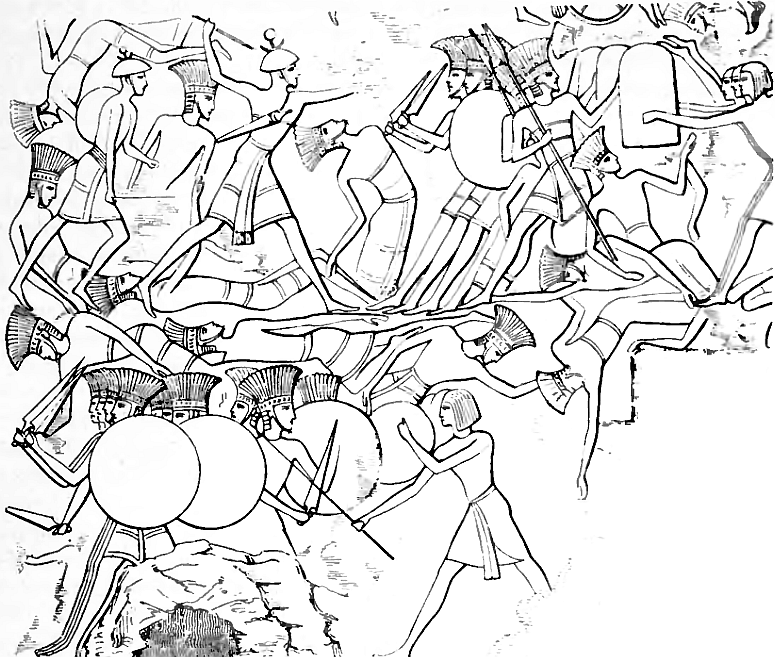
Шлемы филистимлян. Рельеф в Мединет-Абу

1. - Знак 02 ГОЛОВА С ПЕРЬЯМИ () некоторые исследователи, начиная с Эванса и Мейера, традиционно сравнивают с головным убором филистимлян. По мнению Грумаха, такое сравнение «явно неверно». Здесь Грумах согласен с финским историком Сундваллом в том, что это невозможно «уже из-за хронологической разницы», так как филистимляне не могли появиться на Крите раньше 1200 года до н. э., а наиболее вероятная датировка диска — на 500 лет старше (см. ниже). Кроме того, филистимлянский головной убор (см. рис.) представлял собой «металлическую головную повязку с пряжками и с приспособлением для защиты затылка, в котором закреплены „листики“ или „перья“ и которая закреплена под подбородком при помощи ремешка». Ничего подобного на знаке «голова с перьями» не наблюдается. Голова чисто выбрита, и на контуре черепа, а не охватывая его, крепится «петушиный гребень», который, возможно, является причёской или состоит из перьев или листьев, вставленных в оставленный на темени клок волос (который, впрочем, также не просматривается). Это подметил Ипсен ещё в 1929 году: «Мне кажется, что гребень нельзя истолковать как головной убор; это, должно быть, особая причёска, которую ещё и в наши дни можно встретить у некоторых племён»[19].

Грумах отмечает, что головы и всех остальных человеческих фигур: 01 (), 03 (), 04 (), 05 (), тоже лысые (о знаке 06 —  — см. ниже). К этому можно добавить наблюдение Еппесена[20], что все они, за исключением 03 («головы с клеймом на щеке») долихоцефалического типа, тогда как последняя брахицефалическая. В середине 1960-х годов на востоке Крита, в горном святилище Траосталос, были найдены глиняные головы, одна из которых, по мнению Грумаха, «является ближайшей до сих пор известной параллелью к знаку 02 диска»[21].
После обнаружения глиняных голов исследователи стали внимательнее изучать имеющийся идеографический материал. Так, Грумах отмечает «головы с зубцами» на некоторых печатях (из Кастелиона, Малии) и волнистую причёску на мужском профиле с печати из Кносса.

1. - Знак ЖЕНЩИНА () сразу привлёк внимание Эванса: «Женская фигура с грузными и широкими пропорциями своего тела является абсолютной противоположностью минойских дам с их осиными талиями»[11]. Также Эванс считал совершенно неминойскими откинутую назад густую копну волос без украшений и короткий передник, а вместе с тем и всю одежду женщины. Однако Пернье, а вслед за ним уже в 1911 году и Г. Р. Холл[22] указали на женские фигурки из листового золота, найденные в Микенах, «которые практически представляют фас той же самой приземистой фигуры». Грумах, ссылаясь на Эфи Секалларакис, знатока минойской одежды, пишет: «нам известно это платье по изображениям богини и её почитателей в хранилищах храма; они одеты в длинную юбку и polonaise (вид передника или короткой юбочки яйцевидной формы)». Таким образом, вид одежды этой фигуры не является новым для минойской культуры.

Говоря о самой фигуре, Грумах отмечает: «Мы не знаем значения фигуры и не можем априори утверждать, является ли это существо человеком, божеством или демоном». У фигуры, по мнению Грумаха, отсутствуют женские груди, а имеются лишь заострённые соски́, свисающие вдоль тела, а также массивный профиль головы — скорее звериный, чем человеческий. На основе всего этого Грумах выдвигает предположение, что на знаке 06 изображена египетская богиня-бегемотиха Та-урт (или в греческом варианте Тоэрис) либо «какой-то образ, развившийся из Тоэрис». То, что принималось исследователями за волосы, в таком случае — начало чешуйчатого панциря.
Предположение, что из образа Тоэрис развилось минойское божество (так называемый «дух-гений» или «пузатый демон»), было высказано ещё в конце XIX века и получило всеобщее признание, в том числе и Эванса. Маргарет Э. В. Гилл[вд] посвятила его детальному обоснованию отдельную работу[23]. Тот факт, что Тоэрис почиталась на Крите, подтверждается двумя печатями — из Платаноса и, что особенно важно, из Феста, датированной Эвансом среднеминойским Ia периодом.

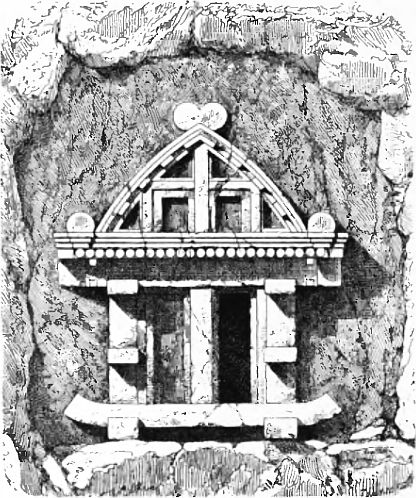
Фасад ликийской гробницы в Мире

1. - Знак ДОМ () Эванс называл примером «чужеземной системы архитектуры», указывая, что отсутствуют сведения о подобных многоярусных постройках у минойцев. Он сравнивал начертание знака с внешним видом ликийских гробниц[4] (см. рис.). Археолог М. Меллинк сравнила знак 24 с ликийскими деревянными хижинами. Некоторые исследователи (Ф. Шахермайр[24], А. Маккей[25]) полагали, что на знаке изображено не здание, а крытый паланкин — возможно, для непогоды или для ритуальных целей, переноски тел умерших. Однако о подобных паланкинах, как и о таких традициях критян, ничего не известно, а выступающие балки на знаке 24 находятся не под объектом (как можно было бы ожидать для паланкина), а посередине него. На увеличении знака видно, что нижний ярус разделён на две части: левую открытую (которая может быть входом, ограниченным двумя колоннами), и правую глухую. Грумах пишет: «При этих обстоятельствах я не вижу никакой необходимости отказываться от архитектурной интерпретации объекта». Что касается местонахождения такого здания, то Грумах констатирует: «Сооружение, соответствующее знаку, ещё не обнаружено ни на Крите, ни вне его». Однако Грумах приводит оттиск печати из Закроса, на котором, по его мнению, изображён родственный тип многоярусного здания.

### Датировка
Все предположения о времени изготовления Фестского диска строятся на отчёте Пернье. Диск относят как к среднеминойскому (XXI—XVII века до н. э.), так и к позднеминойскому (XVI—XII века до н. э.) периодам. Условная датировка — 1700 год до н. э. — эпоха третьего среднеминойского периода. К этой эпохе относится найденная рядом с диском табличка PH-1.

### Письменность диска

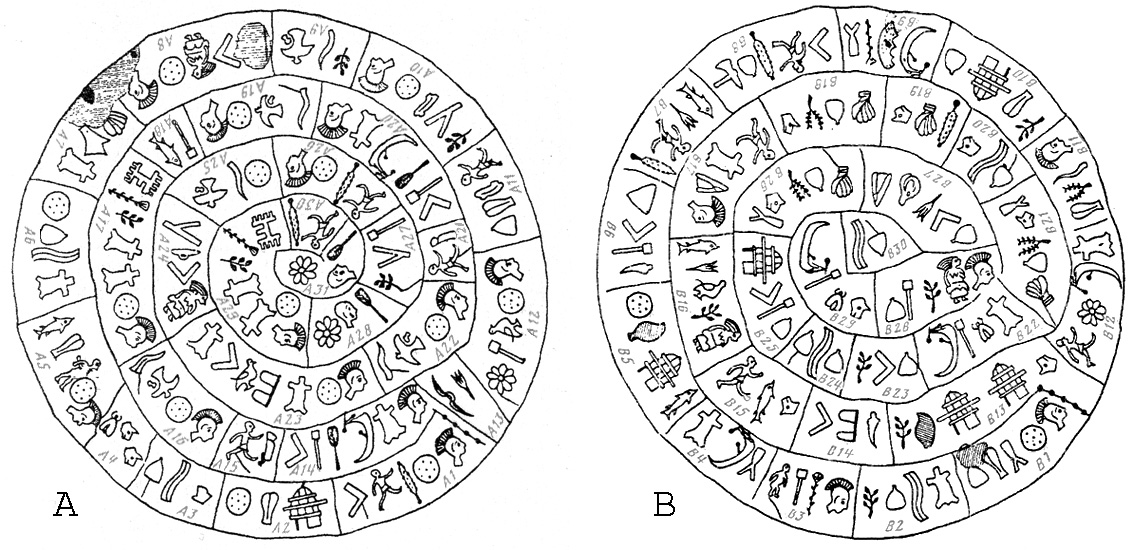
Фестский диск. Прорисовка

Существуют разные предположения о природе надписи на диске. Общепризнанна «лингвистическая» гипотеза, убедительно обоснованная Гюнтером Ипсеном и Вальтером Порцигом (1929). Этими же исследователями проведён комбинаторный анализ диска, уточнённый в 1960-е годы Эрнстом Грумахом.

#### Метод печати
Уникальность Фестского диска заключается, прежде всего, в том, что это, вероятно, самый ранний довольно длинный связный текст, набранный с помощью заранее изготовленного набора «печатей», каждая из которых могла использоваться многократно. Этот случай применения передвижных «литер» не имеет аналогов в эгейской культурной области. Можно выделить месопотамские параллели, но относящиеся к гораздо более позднему, новоассирийскому периоду (не ранее X века до н. э.).

#### Направление печати и чтения надписи
Почти сразу после обнаружения диска было высказано предположение, что направление, в котором велось письмо, и направление чтения надписи — по часовой стрелке, от края к центру (как на стороне A, так и на стороне B). Основные аргументы в пользу этой версии, ставшие впоследствии традиционными, были высказаны А. Делла Сетой в 1909 году. В пользу левостороннего чтения высказался и Э. Мейер. Аргументы этих исследователей сводились к следующему:
- знаки расположены более компактно по мере продвижения к центру диска — это говорит о том, что наносившему надпись приходилось их всё более теснить в процессе печати;
- пиктограммы, изображающие людей и животных, в основном, ориентированы вправо — навстречу чтению, как это принято в большинстве известных иероглифических систем[28];
- начало надписи обозначено вертикальной линией с несколькими кружками, надпись раскручивается не равномерно, как это было бы при печати от центра к краям. При завершении первого оборота надпись «упирается» в своё начало и «перескакивает» на второй виток, что возможно только при скручивании спирали;
- в тексте можно выделить штрихи, нанесённые от руки, без помощи «печатей». Их назначение точно не известно. В санскрите, например, так обозначались вирамы. Вирамы использовались в слоговом письме и ставились у последнего символа в слове, указывая, что в открытом слоге типа СГ (согласный-гласный) читается только согласный звук. Некоторые исследователи считают штрихи строфоделителями или знаками, разделяющими предложения. В любом случае, наиболее вероятное положение штрихов — у последнего знака в слове[29];
- оттиски на глине глубже с левой стороны. Это означает, что они наносились левой рукой, что возможно только при направлении печати справа налево. В противном случае мастер заслонял бы себе напечатанный текст и не смог бы контролировать высоту строки и интервалы между знаками[30].

Приведённые соображения достаточно убедительно доказывают, что надпись читается от краёв к центру диска. В наше время этого мнения придерживается большинство исследователей. Одним из наиболее авторитетных противников этой версии был Эванс, однако позднее он пересмотрел свою точку зрения и согласился с доводами А. Делла Сеты.

#### Тип письменности
При исследовании письменности Фестского диска общеприняты следующие обозначения:
- сторона A (условно «лицевая») содержит 123 или 124 знака в 31-м поле (A1-A31);
- сторона B (условно «обратная») содержит 119 знаков в 30 полях (B1-B30);
- различные знаки нумеруются по системе, предложенной Эвансом, от 01 до 45.

В некоторых исследованиях номера полей обозначаются римскими цифрами, в отдельных русскоязычных публикациях стороны обозначаются буквами А и Б.
Таким образом, общее число знаков 242 или 243, из которых 45 различны.
В среднем каждый знак повторяется по 5—6 раз. Согласно Ипсену и Порцигу, такое большое число повторений говорит о том, что знаки не могут обозначать слова, а само письмо не может быть логографическим. С другой стороны, для алфавитного типа письма сообщение содержит слишком много различных знаков. Следовательно, можно утверждать, что письменность Фестского диска слоговая (силлабическая) и каждый символ обозначает слог открытого типа (по аналогии с некоторыми хорошо изученными письменностями Средиземноморья). С увеличением объёма текста прирост новых знаков быстро убывает, и общий объём силлабария, вероятно, составляет 50—70 знаков.
В таком случае поля представляют собой слова, и для письменности характерно использование словоразделителей (параллель с некоторыми системами письма Малой Азии).

#### Репертуар знаков
| № (Эванс)  | ЗНАК (Unicode) | УСЛОВНОЕ НАИМЕНОВАНИЕ ЗНАКА (Годар и Ипсен) | Интерпретации                                                | Частота | Примечание |
| ---------- | -------------- | ------------------------------------------- | ------------------------------------------------------------ | ------- | --- |
| 01         | 01             | ПЕШЕХОД                                     | фигура идущего человека                                      | 11      | |
| 02         | 02             | ГОЛОВА С ПЕРЬЯМИ                            | голова человека, украшенная перьями                          | 19      | самый частый символ, всегда в начале (или в конце, в зависимости от выбора направления чтения) слова            |
| 03         | 03             | ТАТУИРОВАННАЯ ГОЛОВА                        | бритая голова с татуировкой или клеймом на щеке              | 2       | только на стороне A                                                                                             |
| 04         | 04             | ПЛЕННИК                                     | стоящий человек со связанными за спиной руками               | 1       | |
| 05         | 05             | РЕБЁНОК                                     | фигура ребёнка                                               | 1       | |
| 06         | 06             | ЖЕНЩИНА                                     | женщина, богиня Тоэрис (?)                                   | 4       | |
| 07         | 07             | ШЛЕМ                                        | изображение шлема (?)                                        | 18      | |
| 08         | 08             | РУКАВИЦА                                    | перчатка, кулак с цестусом (?)                               | 5       | |
| 09         | 09             | ТИАРА                                       | головной убор жрецов (?)                                     | 2       | |
| 10         | 10             | СТРЕЛА                                      | стрела, какой-то инструмент (?)                              | 4       | только на стороне A                                                                                             |
| 11         | 11             | ЛУК                                         | лук                                                          | 1       | |
| 12         | 12             | ЩИТ                                         | круглый щит                                                  | 17      | 12 раз встречается в группе 02-12                                                                               |
| 13         | 13             | КИПАРИС                                     | изображение кипариса                                         | 6       | |
| 14         | 14             | КОЛОДКИ                                     | кандалы, коромысло (?)                                       | 2       | |
| 15         | 15             | СЕКИРА                                      | секира, мотыга (?)                                           | 1       | |
| 16         | 16             | ОТВЕС                                       | отвес, режущий инструмент (?)                                | 2       | |
| 17         | 17             | РАЗДЕЛОЧНЫЙ НОЖ                             | инструмент для раскраивания кожи (?)                         | 1       | |
| 18         | 18             | УГОЛ                                        | плотницкий угольник (?)                                      | 12      | |
| 19         | 19             | ПЛОТНИЦКИЙ ТРАФАРЕТ                         | Y-образная рогатина (?)                                      | 3       | только на стороне A                                                                                             |
| 20         | 20             | КУВШИН                                      | кувшин с ручкой                                              | 2       | |
| 21         | 21             | ГРЕБЕНЬ                                     | план дворца (?)                                              | 2       | |
| 22         | 22             | КОРЕНЬ                                      | корень растения, флейта, праща (?)                           | 5       | только на стороне B                                                                                             |
| 23         | 23             | КОЛОННА                                     | рукоятка с набалдашником (?)                                 | 11      | |
| 24         | 24             | ДОМ                                         | жилище, улей (?)                                             | 6       | |
| 25         | 25             | КОРАБЛЬ                                     | ладья (?)                                                    | 7       | |
| 26         | 26             | РОГ                                         | бычий рог                                                    | 6       | |
| 27         | 27             | ШКУРА                                       | шкура животного, возможно бычья                              | 15      | |
| 28         | 28             | КОПЫТО                                      | нога быка (?)                                                | 2       | |
| 29         | 29             | КОШКА                                       | голова животного семейства кошачьих                          | 11      | |
| 30         | 30             | БАРАН                                       | голова барана                                                | 1       | |
| 31         | 31             | СОКОЛ                                       | летящая птица; возможно сокол                                | 5       | только на стороне A                                                                                             |
| 32         | 32             | ГОЛУБЬ                                      | сидящий голубь                                               | 3       | |
| 33         | 33             | ТУНЕЦ                                       | рыба (макрель или тунец, Thunnus thynnus)                    | 6       | |
| 34         | 34             | ПЧЕЛА                                       | насекомое, возможно пчела                                    | 3       | |
| 35         | 35             | ВЕТВЬ                                       | дерево (Platanus orientalis), ветвь                          | 11      | |
| 36         | 36             | ЛОЗА                                        | ветка оливы                                                  | 4       | только на стороне B                                                                                             |
| 37         | 37             | ПАПИРУС                                     | растение с веерообразным цветком; возможно папирус           | 4       | |
| 38         | 38             | РОЗЕТКА                                     | цветок с восемью лепестками; возможно маргаритка или анемон; | 4       | |
| 39         | 39             | КРОКУС                                      | цветок крокуса, Ψ-образной формы                             | 4       | |
| 40         | 40             | СУМКА                                       | сумка (?)                                                    | 6       | |
| 41         | 41             | ФЛЕЙТА                                      | кость, костяная флейта                                       | 2       | |
| 42         | 42             | ГУСЕНИЦА                                    | гусеница, пила (?)                                           | 1       | |
| 43         | 43             | СИТО                                        | треугольник с мелкими отверстиями (?)                        | 1       | |
| 44         | 44             | ТОПОРИК                                     | осколок (?)                                                  | 1       | |
| 45         | 45             | ВОЛНА                                       | волнообразный узор                                           | 6       | |
| Без номера | /              | КОСАЯ ЧЕРТА                                 | Косая черта                                                  | 18      | только рядом с последним знаком слова, если читать справа налево, или рядом с первым, если читать слева направо |

Распределение частоты появления знаков:
19-18-17-15-12-11-11-11-11-7-6-6-6-6-6-6-5-5-5-4-4-4-4-4-4-3-3-3-2-2-2-2-2-2-2-2-1-1-1-1-1-1-1-1-1

#### Текст сообщения
| СТОРОНА A: | СТОРОНА A: | СТОРОНА A: | СТОРОНА A: |
| ---------- | ---------- | ---------- | ---------- |
| (A1) /     | (A2)       | (A3) /     | (A4)       |
| (A5)       | (A6)       | (A7)       |            |
| (A8) [??]  | (A9)       |            |            |
| (A10)      | (A11)      |            |            |
| (A12) /    | (A13)      |            |            |
| (A14)      | (A15) /    |            |            |
| (A16) /    | (A17)      | (A18) /    |            |
| (A19) /    | (A20)      | (A21) /    |            |
| (A22) /    | (A23)      | (A24) /    | (A25)      |
| (A26)      | (A27) /    | (A28)      |            |
| (A29)      | (A30)      | (A31)      |            |
| СТОРОНА B: |            |            |            |
| (B1)       | (B2)       | (B3) /     | (B4)       |
| (B5)       | (B6) /     | (B7)       | (B8)       |
| (B9)       | (B10)      | (B11)      | (B12)      |
| (B13)      | (B14)      | (B15)      | (B16)      |
| (B17)      | (B18) /    | (B19)      | (B20) /    |
| (B21) /    | (B22)      | (B23)      | (B24) /    |
| (B25)      | (B26) /    | (B27)      | (B28)      |
| (B29)      | (B30) /    |            |            |

Примечания:
- для удобства восприятия порядок полей и знаков в них перестроен в направлении слева направо;
- у последних знаков в некоторых полях поставлена наклонная или вертикальная линия (условно — «вирама»), обозначенная в таблице значком (/);
- поле A8 повреждено, нечитаемы один или два знака (область обозначена [??]);
- горизонтальные знаки, видимо, в целях экономии места ориентированы по вертикали; некоторые знаки случайно или умышленно перевёрнуты.

В числовых обозначениях сообщение выглядит так:
СТОРОНА A:
02-12-13-01-18/ | 24-40-12 | 29-45-07/ | 29-29-34 | 02-12-04-40-33 | 27-45-07-12 | 27-44-08 02-12-06-18-?? | 31-26-35 | 02-12-41-19-35 | 01-41-40-07 | 02-12-32-23-38/ | 39-11 |
02-27-25-10-23-18 | 28-01/ | 02-12-31-26/ | 02-12-27-27-35-37-21 | 33-23 | 02-12-31-26/ | 02-27-25-10-23-18 | 28-01/ | 02-12-31-26/ | 02-12-27-14-32-18-27 | 06-18-17-19 | 31-26-12 | 02-12-13-01 | 23-19-35/ | 10-03-38 | 02-12-27-27-35-37-21 | 13-01 | 10-03-38 |
СТОРОНА B:
02-12-22-40-07 | 27-45-07-35 | 02-37-23-05/ | 22-25-27 | 33-24-20-12 | 16-23-18-43/ | 13-01-39-33 | 15-07-13-01-18 | 22-37-42-25 | 07-24-40-35 | 02-26-36-40 | 27-25-38-01 |
29-24-24-20-35 | 16-14-18 | 29-33-01 | 06-35-32-39-33 | 02-09-27-01 | 29-36-07-08/ | 29-08-13 29-45-07/ | 22-29-36-07-08/ | 27-34-23-25 | 07-18-35 | 07-45-07/ | 07-23-18-24 | 22-29-36-07-08/ | 09-30-39-18-07 | 02-06-35-23-07 | 29-34-23-25 | 45-07/ |
Примечательные особенности сообщения:
- Знак ГОЛОВА С ПЕРЬЯМИ (02) встречается 19 раз и только в начале «слова», в 13 случаях за ним следует знак ЩИТ (12). В остальных 4 случаях знак ЩИТ стоит последним в поле.
- Шесть полей встречаются в тексте дважды: это группа из трёх полей |02-27-25-10-23-18|28-01/|02-12-31-26/| (A14-16, A20-22). Поле |02-12-31-26/| появляется третий раз (A19).
- Четыре других поля повторяются дважды вне групп: |02-12-27-27-35-37-21| (A17, A29), |10-03-38| (A28, A31), |22-29-36-07-08/| (B21, B26) и |29-45-07/| (A3, B20).
- Некоторые характерные символы распределены очень неравномерно по сторонам диска:
знак 02 (ГОЛОВА С ПЕРЬЯМИ) из 19 вхождений — 14 раз на стороне A;
сочетание 02-12 (ГОЛОВА С ПЕРЬЯМИ-ЩИТ): из 12 появлений — 11 на стороне A;
знаки 10, 19, 22, 31, 36 встречаются по 3—5 раз каждый, но только на одной из сторон.

## Комбинаторный анализ и попытки дешифровки

### Исследование Ипсена и Порцига
«Представляется немаловажным показать, чего можно достичь даже и без прочтения надписи, если строго следовать логике дешифровки» (Гюнтер Ипсен).
Исходя из вышеуказанных положений (направление чтения — к центру, поля представляют собой слова, а отдельные символы — преимущественно слоги открытого типа), а также на основе анализа повторений полей и их групп, отдельных знаков и их последовательностей, немецкие учёные Г. Ипсен и В. Порциг провели исследование надписи и опубликовали его результаты в 1929 году.
С разной степенью надёжности были выделены предполагаемые морфемы: корни, устойчивые сочетания, близкие к корням, и форманты (префиксы и суффиксы).
| ЧИСЛОВОЕ ОБОЗНАЧЕНИЕ (по Эвансу) | ГРАФИЧЕСКОЕ ИЗОБРАЖЕНИЕ (по Йенсену) | Условное наименование (по Годару и Ипсену) | Частота | Номера полей                                     | Примечание                                   |
| -------------------------------- | ------------------------------------ | ------------------------------------------ | ------- | ------------------------------------------------ | -------------------------------------------- |
| ДЕТЕРМИНАТИВЫ:                   |                                      |                                            |         |                                                  |                                              |
| 02                               | 02                                   | ГОЛОВА С ПЕРЬЯМИ                           | 6       | A14,A20,B3,B11,B17,B28                           | личное имя, местоимение (?)                  |
| 02-12                            | 02 · 12                              | ГОЛОВА С ПЕРЬЯМИ — ЩИТ                     | 13      | A1,A5,A8,A10,A12,A16,A17, A19,A22,A23,A26,A29,B1 | личное имя, местоимение (?)                  |
| КОРНИ И УСТОЙЧИВЫЕ СОЧЕТАНИЯ:    |                                      |                                            |         |                                                  |                                              |
| 45-07                            | 45 · 07                              | ВОЛНА-ШЛЕМ                                 | 6       | A3,A6,B2,B20,B24,B30                             | корень                                       |
| 31-26                            | 31 · 26                              | СОКОЛ-РОГ                                  | 5       | A9,A16,A19,A22,A25                               | корень, только на стороне A                  |
| 13-01                            | 13 · 01                              | КИПАРИС-ПЕШЕХОД                            | 5       | A1,A26,A30,B7,B8                                 | корень                                       |
| 36-07-08                         | 36 · 07 · 08                         | ЛОЗА-ШЛЕМ-РУКАВИЦА                         | 3       | B18,B21,B26                                      | корень, только на стороне B                  |
| 24-40                            | 24 · 40                              | ДОМ-СУМКА                                  | 2       | A2,B10                                           | корень                                       |
| 34-23-25                         | 34 · 23 · 25                         | ПЧЕЛА-КОЛОННА-КОРАБЛЬ                      | 2       | B22,B29                                          | корень, в параллельных членах                |
| 06-18-(17-19)                    | ()                                   | ЖЕНЩИНА-УГОЛ-(НОЖ-ТРАФАРЕТ)                | 2 (?)   | A8 (?),A24                                       | корень, в повреждённом поле                  |
| 24-20                            | 24 · 20                              | ДОМ-КУВШИН                                 | 2       | B5,B13                                           | корень                                       |
| 39-33                            | 39 · 33                              | КРОКУС-ТУНЕЦ                               | 2       | B7,B16                                           | часть сложного слова                         |
| 06-35                            | 06 · 35                              | ЖЕНЩИНА-ПЛАТАН                             | 2       | B16,B28                                          | часть сложного слова                         |
| 27-25                            | 27 · 25                              | ШКУРА-КОРАБЛЬ                              | 3       | A14,A20,B12                                      | часть сложного слова                         |
| 23-18                            | 23 · 18                              | КОЛОННА-УГОЛ                               | 4       | A14,A20,B16,B25                                  | часть сложного слова, возможно, корень       |
| ПРЕФИКСЫ:                        |                                      |                                            |         |                                                  |                                              |
| 07                               | 07                                   | ШЛЕМ                                       | 4 (?)   | B10,B23 (?),B24,B25                              | предикативная флексия, только на стороне B   |
| 27                               | 27                                   | ШКУРА                                      | 4       | A6,A7,B2,B22                                     | предикативная флексия                        |
| 29                               | 29                                   | КОШКА                                      | 10      | A3,A4,B13,B15,B18,B19,B20,B21,B26,B29            | предикативная флексия                        |
| 22                               | 22                                   | КОРЕНЬ                                     | 4       | B1,B4,B9,B26                                     | только на стороне B, именной формант (?)     |
| СУФФИКСЫ:                        |                                      |                                            |         |                                                  |                                              |
| 12                               | 12                                   | ЩИТ                                        | 4       | A2,A6,A25,B5                                     | чередование с суффиксом ВЕТВЬ                |
| 35                               | 35                                   | ВЕТВЬ                                      | 4       | A9,A10,B2,B10                                    | чередование с суффиксом ЩИТ                  |
| 18                               | 18                                   | УГОЛ                                       | 2       | A1,B8                                            | выделен при одном корне, именной формант (?) |

Основные результаты исследования структуры текста:
- повторяющиеся группы A14-16, A20-22 и сходная с ними по структуре A17-19 — параллельные члены;
- предложения в большинстве случаев состоят из 2—4 слов с именным подлежащим и сказуемым, обычно глагольного характера, стоящим на последнем месте.

В дальнейшем исследование уточнялось:
- Э. Грумах выделил интерфикс ГОЛУБЬ () в полях A23 и B16[18];
- Г. Нойман выделил дополнительные детерминативы ОТВЕС (), СЕКИРА (), КОРЕНЬ (), ТИАРА () и ЖЕНЩИНА () — в начале полей на стороне B, в сочетании с «детерминативом» ГОЛОВА С ПЕРЬЯМИ или после него, тем самым уравняв число «слов» с «детерминативами» на обеих сторонах диска. Введённые «детерминативы», которые в линейных письменностях A и Б не употребляются, по мнению автора, являются уточняющими и характеризуют социальную группу, статус или род деятельности называемого человека[35];
- Э. Грумах проанализировал исправления в надписи (поля A5,A8,A10,B28): все они, так или иначе, сводятся к добавлению «детерминативов», что служит дополнительным подтверждением правильности их определения, а также выбора направления чтения[18].

### Вклад российских учёных
Первым из российских специалистов памятником заинтересовался А. Г. Бекштрем, выступив со статьёй о диске и первых результатах его исследования (А. Эванса, А. дела Сеты, Эд Мейера и др.) в «Журнале Министерства народного просвещения» (№ 12, 1911). В советское время к проблеме обращались А. М. Кондратов, В. П. Назаров (Зеев Бар-Селла) и другие исследователи.
Широкую известность получила работа историка и палеолингвиста А. А. Молчанова, много лет посвятившего изучению памятника. Результаты этой работы были опубликованы отдельным изданием («Таинственные письмена первых европейцев») в 1980 году.
В 2000 году увидела свет монография Ю. В. Откупщикова «Фестский диск: Проблемы дешифровки». Автор не предлагает своего варианта прочтения надписи, но исследование содержит ряд новых предположений относительно направления чтения сообщения, а также обзор и критику основных работ, посвящённых диску, опубликованных за прошедшие сто лет с момента его открытия. На сегодняшний день монография Ю. В. Откупщикова является наиболее актуальным научным исследованием на русском языке, посвящённым Фестскому диску.

#### Исследование А. А. Молчанова
Будем надеяться, что в будущем последуют находки достаточно многочисленных и содержательных памятников критской иероглифики, линейного А или письменности Фестского диска. Последующее их прочтение позволит прочно стать на ноги новой научной дисциплине — миноистике. (Аркадий Молчанов)
Исходные предположения
- Диск имеет критское происхождение. Язык диска тот же, что и язык линейного А, а также язык надписи на секире из Аркалохори. На последней присутствуют как знаки письма диска, так и знаки линейного А.
- Исследование Ипсена и Порцига справедливо в основных своих положениях. Позднейшие его уточнения не учитываются.
- ГОЛОВА С ПЕРЬЯМИ — единственный детерминатив в тексте диска. Он обозначает родовую эмблему правящего рода Миносидов, восходящую к изображению смешанного образа человека и петуха, сакрального солярного символа в минойской культуре. О существовании такой эмблемы свидетельствует Павсаний, греческий писатель и путешественник II века н. э.[37] Таким образом, все указанные в сообщении имена собственные являются именами членов правящей династии Крита.
- В тексте присутствуют топонимы, прежде всего, названия городов, известные по историческим свидетельствам и данным археологии. В качестве оправдания явно недостаточной обоснованности этого утверждения Молчанов указывает, что выделение топонимов «способно открыть едва ли не единственно возможный реальный путь к созданию искусственной билингвы». Важно, что приблизительное чтение и написание основных топонимов (Кносс, Амнис, Тилисс, Фест) на минойском языке может быть восстановлено благодаря расшифрованному линейному Б.

Рабочая гипотеза
Фестский диск содержит имена правителей Крита с указанием городов, находящихся в их владении. Это объясняет с одной стороны уникальность диска, а с другой способ печати, явно рассчитанный на неоднократное воспроизведение надписей. Диск является «мандатом» на правление и выдаётся царём Кносса правителям остальных городов, также представителям рода Миносидов. В каждом из критских дворцов должен находиться подобный диск. Письменность диска существовала одновременно с общеупотребительным линейным А, однако использовалась только в высших кругах общества в отдельных случаях — распределение власти, посвящения богам (как на секире) и т. д.
Методология исследования
Текст диска можно разбить на 16 частей, каждая из которых начинается именем владыки. В трёх случаях (части A16-A18, A19-A21, A22-A25) при совпадении имён указываются ещё и отчества. Среди остальных слов, согласно гипотезе, должны содержаться топонимы, хотя бы по одному в каждой группе.
Опираясь на известные чтения топонимов Кносс (KO-NO-SO), Амнис (A-MI-NI-SO), Тилисс (TU-RI-SO), Фест (PA-I-TO) и используя методы комбинаторного анализа, Молчанов выделяет эти слова — поля A2, A6, A9, A28 (и A31) соответственно, получая, таким образом, искусственную билингву и определяя попутно сторону A в качестве лицевой. Общее число выделенных топонимов оказывается равным 12 (из-за повторений некоторых из них), а владык 16, что объясняется автором наличием в некоторых городах «соправителей». Для дальнейшей дешифровки Молчанов привлекает родственный источник — надпись на секире из Аркалохори. Автор соотносит знаки надписи на секире со знаками силлабария Фестского диска и линейного А. Все знаки, не имеющие явных аналогов в линейном А, заносятся в силлабарий диска, пополнившийся, таким образом, на 5 знаков (что плохо соотносится с предположением Ипсена о малом числе новых знаков при обнаружении дополнительных источников).
Результаты
После ряда умозаключений Молчанов предлагает три варианта прочтения надписи — наиболее надёжный, умеренно оптимистический и наиболее оптимистический (с подстановкой даже наиболее гипотетически определённых знаков). В последнем случае дешифровка охватывает более 90 % надписи.
Кроме того, Молчанов выделяет 15 корней «минойского» языка, сопоставляя получившуюся дешифровку с личными именами и топонимами, выделенными в линейных А и Б Вентрисом и другими предшественниками. Все корни (kaw, kon, kud, kur, min, pai, pat, pis, rat, rid, sit, tet, ton, top, tur) — односложные, в то время как сопоставляемые слова зачастую имеют 3—5 слогов. Молчанов указывает на явно неиндоевропейский строй языка диска, предполагая родство «минойского» с хаттским.
В дальнейших публикациях А. Молчанов несколько раз уточнял детали своей теории. В наиболее полном и законченном варианте она представлена в его книге «Посланцы погибших цивилизаций (Письмена древней Эгеиды)», вышедшей в 1992 году.
Критика
Методика А. Молчанова была высоко оценена рядом ведущих отечественных специалистов: академиком А. В. Арциховским, И. Д. Амусиным, Л. А. Гиндиным и другими. В то же время другие исследователи скептически отнеслись к результатам, полученным Молчановым, а некоторые и к его методике.
Впервые критика исследования Молчанова прозвучала уже в 1980 году, ряд замечаний высказал филолог Н. Н. Казанский:

а) фестский диск представляет собой текст, записанный по спирали, что само по себе вызывает сомнения, что перед нами список; во всех известных нам списках лиц, происходящих из Эгеиды, отчётливо отделяются имена, в то время как фестский диск отмечает только словораздел;
в) кипро-минойское письмо находится сейчас в стадии дешифровки. Благодаря трудам Э. Массон появилась возможность придать ряду знаков достоверное фонетическое значение. Отсутствие упоминаний об этих работах заставляет с осторожностью подходить к предложенной А. А. Молчановым квазибилингве.
Не вдаваясь в более частные вопросы… следует отметить, что уже выбранная для дешифровки основа вызывает возражения.

Наиболее обстоятельно разобрал работу Молчанова Ю. В. Откупщиков. Он также указал на ряд серьёзных уязвимостей уже в исходных позициях автора: Молчанов никак не обосновывает выбранное им направление чтения надписи к центру (в данном вопросе он опирается на литературу до 1911 года издания, хотя за последующие 70 лет вышло много обстоятельных работ, специально посвящённых этой проблеме), произвольно допускает, что сообщение содержит топонимы и представляет собой список правителей, также произвольно составляет список этих топонимов (здесь нужно учитывать, что большинство из по крайней мере 25 городов, упоминающихся в табличках линейного Б, до сих пор не раскопаны, и нельзя судить об их размерах и значимости для культуры минойского Крита). Встречаются у Молчанова и другие шаткие допущения: например, Амнис являлся гаванью Кносса и вряд ли мог иметь собственного правителя. Есть и нестыковки в подборе «чтений» — идентифицировав знак 12 как SO и построив на этом схему рассуждений, Молчанов в дальнейшем вынужден переправить его на SA, перечёркивая тем самым исходное предположение.
Наконец, по словам Откупщикова, Молчанов прибегает к «запрещённым в научной полемике приёмам», произвольно и бездоказательно разделяя исследователей на «серьёзных», записывая в их число разделяющих его предположения, в частности, по вопросу направления чтения, и тех, кто работал «под те или иные заранее намеченные переводы». Это не соответствует действительности, многие вполне авторитетные исследователи, стоящие на позициях, отличных от позиции Молчанова, вообще не предлагали никаких «переводов», а изучали частные аспекты проблемы.
Можно выделить и другие недостатки гипотезы А. А. Молчанова:
- Молчанов истолковал знак в виде косой черты как отсутствие гласного исключительно на основании внешнего сходства с индийским знаком «вирама», возникшим много сотен лет спустя и совсем для другой письменности. Между тем, как показывают собственные же работы Молчанова, в критском письме существовали знаки препинания. Поскольку мнимая «вирама» встречается исключительно в конце слов, причём встречается не чаще чем через 4—5 слов, логичнее было бы истолковать её как знак препинания.
- По мнению Молчанова, диск составлен на минойском языке, то есть на том же, на котором составлены надписи линейным А и более ранними критскими иероглифами. Однако слова диска, «прочтённые» Молчановым, за исключением слова pa-i-to («прочитанного» a priori), не встречаются в минойских надписях; более того, название города Кносса пишется совершенно иначе (ka-nu-ti — в надписях линейным А, ko-no-sa — в «прочтении» Молчанова). Статистический анализ показывает, что статистика встречаемости знаков линейного А и критских иероглифов кардинально отличается от статистики встречаемости знаков, имеющих, по Молчанову, «то же» значение.

«Таким образом… очередная попытка проникнуть в тайну ФД закончилась полной неудачей» — заключает Ю. В. Откупщиков. Работа Молчанова не получила известности за пределами России.

#### Исследование Ю. В. Откупщикова
Монография Ю. В. Откупщикова содержит переработанные материалы четырёх докладов, прочитанных им в 1968—1983 годах и посвящённых проблеме Фестского диска. В 1982 году Ю. В. Откупщиков передал тексты трёх из них Вяч. Вс. Иванову для публикации в сборнике о Фестском диске. Однако выход сборника не состоялся, и через 17 лет, в 2000 году, Ю. В. Откупщиков изложил свои соображения по вопросу в данной монографии, опубликованной издательством Санкт-Петербургского университета.
Работа Откупщикова состоит из введения и трёх частей:
Критический обзор работ о Фестском диске
В этой части автор подвергает критике все предложенные на данный момент дешифровки надписи, а также методику большинства исследователей. Подробно Откупщиков останавливается на двух попытках дешифровки: В. Георгиева (читал надпись по-лувийски от центра к периферии) и А. А. Молчанова (см. выше). Также автор отмечает, что многие «дешифровщики», кроме использования непригодных методов (см. ниже), обнаруживают поверхностное знание истории проблемы, подчас повторяя ошибки друг друга и возвращаясь к предположениям, которые уже были высказаны и отвергнуты ранее их коллегами. По словам Откупщикова:

Характерной особенностью многих работ о ФД является неумеренная увлеченность, порой доходящая до маниакальности. Так, одна из авторов писала, что наиболее трудные места были дешифрованы ею с помощью самого великого Шелли, который являлся исследовательнице в образе золотого змея. Видимо, ФД в этом отношении может занять достойное место в одном ряду с теоремой Ферма, квадратурой круга и perpetuum mobile.

Ю. В. Откупщиков убеждён, что ни одна из существующих дешифровок не является верной, ни одна из них не хуже и не лучше других в плане своей необоснованности.

Значит ли это, что всё написанное о ФД, представляет собой, образно выражаясь, «макулатуру»? Отнюдь нет. Целый ряд вопросов, связанных с анализом ФД, можно считать решёнными или близкими к решению. Так, силлабический характер письменности ФД можно считать доказанным… Мало кто сомневается в наши дни также в местном происхождении ФД, в его принадлежности к эгейской культуре. Многое сделано в области анализа техники штамповки знаков, следов корректур в тексте ФД… Вместе с тем многие важнейшие вопросы… до сих пор остаются неразрешёнными.

О направлении чтения Фестского диска
Ю. В. Откупщиков придерживается мнения, что надпись диска читается от центра к периферии. Для обоснования этого утверждения он анализирует и опровергает традиционные аргументы сторонников обратного направления чтения, а также приводит некоторые новые доводы в поддержку своей версии.
Основные аргументы в пользу чтения надписи от периферии к центру (справа налево) были сформулированы А. делла Сетой ещё в 1909 году, почти сразу после находки диска. Делла Сета утверждал, что знаки уплотняются к центру спирали, и указывал на «наслоения» знаков, якобы свидетельствующие о левостороннем направлении печати и чтения. Откупщиков возражает: поверхность диска была размечена заранее, каждому слову было отведено своё поле, и значит, нужно смотреть не на уплотнение надписи в целом, а на уплотнение отдельных слов в пределах этих полей. А они-то как раз расположены в правых частях секций. Что касается наслоений, то, по мнению Откупщикова, всё дело в том, что делла Сета не имел возможности работать с диском, а анализировал фотографии, опубликованные Пернье. На этих снимках свет падает сбоку, подчёркивая рельеф надписи. Тени от выступов создают иллюзию «наслоений». Откупщиков приводит для сравнения гораздо более поздние и качественные снимки Ж.-П. Оливье, на которых отчётливо видно, что во всех случаях «характерных наслоений» между соседними знаками остаётся полоска глины.
Откупщиков опровергает и другие доводы в пользу левостороннего чтения надписи, например, касающиеся «детерминативов». По мнению автора, знаки 02 и 12 не обязательно являются таковыми и находятся в конце, а не в начале слов. Это могут быть флексии (или конструкции вида суффикс+флексия). Даже если гипотеза о «детерминативах» верна, то нет никаких доказательств, что в письменности диска использовались детерминативы вавилонского, а не египетского типа (которые ставятся в конце слов).
Также в защиту своей позиции автор приводит следующие аргументы:
- направление движения фигур говорит о правостороннем чтении надписи, так как в критском письме «фигуры животных и людей никогда не бывают обращены к началу надписи» (ссылаясь на Дж. Пендлбери);
- если принять направление чтения от периферии к центру и рассматривать витки спирали как строки, то надпись идёт снизу вверх, что противоречит всем известным автору случаям спиралевидных надписей: они могут читаться как от центра к периферии, так и наоборот, слева направо или справа налево, но «они, как правило, не читаются снизу вверх».

На основании этих и некоторых других соображений Ю. В. Откупщиков заключает, что текст Фестского диска нужно читать слева направо, от центра к краям.
Наблюдения над структурой языка Фестского диска
В последнем разделе своей работы автор делает попытку определить тип языка, на котором составлено сообщение.

Прежде чем перейти к наблюдениям над языковыми особенностями, которые проявляются в тексте ФД, я позволю себе вкратце подытожить свои позиции по затронутым выше вопросам. Во-первых, текст ФД был отштампован и читается слева направо, и весь дальнейший анализ основан на чтении от центра к периферии. Во-вторых, предполагается, что письмо ФД слоговое, по видимому, без идеограмм и детерминативов. Наконец, мне ничего не известно о содержании текста ФД, а также о его языковой принадлежности.

Таким образом, автор стоит на тех же исходных позициях, что и Ипсен и Порциг, за одним исключением — направление чтения. Но это исключение делает бесполезным бо́льшую часть исследования немецких учёных, а потому Откупщиков проводит собственный анализ текста. Он отказывается от предположения, что сочетания 02 и 12-02 могут быть детерминативами египетского типа, так как в этом случае им предшествовали бы типичные окончания, а этого в тексте не наблюдается. Следовательно, эти сочетания сами являются одними из типичных окончаний в сообщении, а детерминативов в нём нет вовсе.
Далее Откупщиков выделяет наиболее характерные «основы», «префиксы», «окончания». Делает некоторые предположения о том, какими частями речи или членами предложения могут являться те или иные слова, в частности, выделяет «глаголы» и «управляющие предлоги», «определения» («прилагательные»).
Предварительные выводы о типе языка следующие: это не греческий язык. Выделенные префиксы односложны, тогда как для греческого языка характерны двусложные префиксы, а также частые совпадения префиксов и предлогов, что в тексте сообщения также не прослеживается. В то же время это язык выраженного суффигирующего, а не префигирующего типа, так как «управление» происходит за счёт изменения окончаний в словах, следующих за двусложными предлогами. Откупщиков находит довольно много аналогий с латинским языком:

Во-первых, явное преобладание односложных префиксов в тексте ФД, несомненно, напоминает обилие приставок в латинском языке. Во-вторых, «глаголы» и «предлоги», управляющие одним и тем же «падежом», также свидетельствуют о сходстве с латинским языком, где большинство глаголов и предлогов также управляют одним падежом — винительным. Постпозиция «прилагательного» опять объединяет язык ФД с латинским.

Однако имеются и расхождения. В тексте диска отсутствуют односложные предлоги, так что, по словам автора, сближать язык сообщения, вероятно, всё же индоевропейский, с латинским «было бы явно преждевременным».

### Типичные ошибки энтузиастов
Тот, кто выберет этот памятник в качестве объекта своего исследования, должен трезво установить границы своих возможностей, если он желает, чтобы кто-нибудь, кроме него самого верил в правильность его положений. (Гюнтер Нойман)
Практически сразу после находки Фестского диска и на протяжении всего XX века появлялись «дешифровки», предлагающие его полное прочтение. Загадка диска захватывала воображение как специалистов — историков письма, так и энтузиастов-любителей. Действительно, создаётся обманчивое впечатление лёгкости прочтения надписи диска, необязательного наличия глубоких специальных знаний для успешной её расшифровки. Из-за крайне небольшого объёма материала (фактически, диск — «вещь в себе») охватить все имеющиеся о нём достоверные сведения можно за несколько часов и приступить к выдвижению гипотез и непосредственно к дешифровке. Однако результаты таких «дешифровок» всегда как минимум неубедительны и бездоказательны, а зачастую парадоксальны и фантастичны.
Дешифровщики, как правило, используют в своих попытках три метода: «акрофонический», «сравнительный» и «статистический» (или их сочетание, предварительно выбрав основной). Г. Нойман указывает на непригодность этих методов:

#### Акрофонический метод
Устанавливается предполагаемое пиктографическое значение знака; затем подыскиваются соответствующие слова из какого-либо известного языка. Первый слог слова принимается за обозначаемый этим знаком. После того как подобраны значения для наиболее узнаваемых знаков, значения остальных устанавливаются «из контекста». Метод принципиально неверен:
- При определении фонетических значений знаков в процесс дешифровки вводится то, что необходимо предварительно установить — язык, скрывающийся под данной письменностью.
- Предположение, что из рисунка можно понять, какое слово имелось в виду изобретателем письма, неоправданно. Например, изображение ноги можно толковать и как слово «нога», и как «ступать», «идти» и т. д.
- Не доказана правомерность использования предполагаемой формы языка, так как не установлено её историческое соответствие со временем изобретения письменности.
- Последовательное применение акрофонического принципа вообще наблюдается в истории письма весьма редко.

#### Сравнительный метод
Слоговые значения берутся из известных систем письма, на основании сходства знаков. Часто эти значения заимствуются из разных неродственных систем письма, что абсолютно недопустимо. Но и при выборе какой-либо одной письменности для сравнения, такой метод не даёт надёжных результатов:
- Схожие и даже идентичные знаки в разных системах письма могут иметь совершенно разное чтение (например, буквы H, P, X в кириллице и латинице). Необходимо предварительно установить близкое родство сопоставляемых письменностей.
- Ни одна из известных письменностей не содержит сколько-нибудь значительного количества знаков, схожих со знаками Фестского диска. Либо письменность диска развивалась самостоятельно, либо она носит нарочито декоративный характер, создана искусственно.

#### Статистический метод
Наблюдается частота появления знаков на различных позициях, после чего выявляются языки со сходными признаками, претендующие на родство или отождествление с «минойским». Этот метод может дать положительные результаты (см. Исследование Ипсена и Порцига), однако для его применения необходим значительный объём материала. В данном случае надпись слишком кратка, и на частоту появления знаков могут влиять различные факторы, не относящиеся к свойствам письменности в целом: тип сообщения, тема высказывания и пр. Пока не обнаружены другие памятники письменности, статистический метод не может привести к окончательной дешифровке. С его помощью можно обнаружить лишь самые общие и предварительные закономерности.

#### Результаты
Используя «методы», описанные выше, энтузиасты создали большое число «дешифровок» Фестского диска. В настоящее время их список насчитывает несколько десятков публикаций. К ним можно добавить огромное число «дешифровок», выложенных авторами в интернет.
Первые прочтения появились на основе различных диалектов древнегреческого языка. Одна из таких дешифровок, авторства американского исследователя Джорджа Гемпля, подробно разобрана А. Бекштремом в статье «Загадочный диск» (1911). Затем за основу брались другие языки региона: анатолийские (хеттский, лувийский, ликийский, карийский), семитские (древнееврейский и др.) и даже реконструированный «прото-ионический». Они не привели к убедительным результатам. Выдвигались гипотезы о родстве языка диска с языками, более отдалёнными географически и хронологически: баскским, старославянским и многими другими.
Авторы таких «дешифровок» часто пренебрегают общепризнанным опытом Ипсена и Порцига и начинают работу «с чистого листа». Направление чтения сообщения выбирается произвольно, тип письменности может приниматься логографическим или алфавитным. Как правило, этот выбор никак не обосновывается.
Авторы «дешифровок» находили на диске молитвы, военные гимны, образцы древнейшей поэзии, исторические хроники, любовные послания, своды законов, списки распределения земельных наделов и пр.
В 1970 году советскими лингвистами А. М. Кондратовым и В. В. Шеворошкиным была продемонстрирована возможность произвольного чтения Фестского диска. Исследователи опубликовали собственную внутренне непротиворечивую «дешифровку» на «минойскую тему» на современном русском языке: A: «Говорят царя Мормикатата-слова, говорят навеки царя-слова, словеса мудрейшие.» B: «Царя Миноса велением; царевичу Мишуве, сыну моря; перевезти грузов корабль. Храни грузов вес, милость нашу!»
«Дешифровки» продолжают появляться и в наше время. Ни одна из них не принята в научном мире.

#### Спекуляции
Характерным признаком многих «дешифровок» является заявляемая авторами «глобальность» их последствий для мировой истории — диск, по их мнению, хранит секреты працивилизаций (например, Атлантиды), сокровенные знания древних (возникновение Вселенной, геном человека и т. д.), свидетельства о контактах с инопланетянами — «дешифровка» якобы приносит сенсационные результаты, полностью переворачивает устоявшиеся представления в той или иной области знания.
Отдельно выделяются ряд «дешифровок», авторы которых стремятся обосновать претензии той или иной культуры на право считаться «колыбелью»  мировой цивилизации.
Несмотря на многочисленные заявления «дешифровщиков», можно с уверенностью констатировать, что в настоящее время надпись на Фестском диске никем не прочитана верно.

## Попытки сближения письменности диска с другими видами критского письма
Подавляющее большинство исследователей считает письменность Фестского диска уникальной и абсолютно изолированной от всех прочих известных систем письма, в том числе и критского. Однако существует небольшое число работ, авторы которых идут по пути сближения систем письменности Фестского диска с линейным письмом А или линейным письмом Б.
В 1983 году французский археолог Ив Дюу провёл сравнительный анализ трёх систем критского письма и заключил, что язык Фестского диска ближе к линейному А, чем к линейному Б.
В 2005 году вышла в свет книга немецкого автора Торстена Тимма «Der Diskos von Phaistos», в которой он пришёл к выводу, что языки Фестского диска и линейного А не отличаются друг от друга. Тимм отождествил 20 знаков диска со знаками линейного А, для 16 из которых указал огласовки, соответствующие их коррелятам из линейного Б. В 2008 году вышло второе издание книги Тимма.

## Перспективы исследования и дешифровки
Возможно, рано или поздно лавровый венец, который обещал своему дешифровщику этот загадочный круглый кусок глины, возложит на себя один из «мастеровых» славного «цеха» исследователей. Возможно, в тайну этих покрытыми рисунками спиралей, в этот новый лабиринт острова Миноса проникнет и, как новый Тесей, найдёт из него выход какой-нибудь гениальный любитель. Но, может быть ему предначертано судьбой остаться в веках немым и таинственным памятником того мира, которому всё труднее и труднее скрывать свои тайны? (Эрнст Добльхофер)
В настоящее время, вероятно, нет никаких шансов полностью дешифровать письменность Фестского диска. Этому есть объективные причины:
- диск является единственным памятником представленной им системы письма (предполагаемый второй памятник — секира из Аркалохори — слишком краток);
- текст диска слишком краток для проведения достаточного количества статистических исследований;
- ни сам диск, ни обстоятельства его находки не дают указаний на содержание текста;
- диск относится к такому раннему периоду, что в распоряжении науки нет никаких бесспорных данных о критских именах собственных или глосс из иных источников, которые, с определённой долей вероятности, можно было бы обнаружить на диске.

Новым толчком в исследовании письменности диска, по всей видимости, может стать только обнаружение других её памятников. Некоторыми исследователями было показано, что после обнаружения хотя бы ещё одного такого диска с другим сообщением, при условии, что в нём не будет содержаться большого числа новых знаков, дешифровка станет возможной.

## Нелингвистические гипотезы
Наряду с основной, лингвистической гипотезой о смысле знаков на поверхности Фестского диска, принимаемой подавляющим большинством исследователей, существуют и альтернативные, нелингвистические.

### Календарь
Наиболее обоснованными из нелингвистических гипотез о предназначении Фестского диска на сегодняшний день являются гипотезы о его календарном характере. В их подтверждение исследователями приводятся различные математические вычисления. Так, например, число полей на сторонах диска (30 и 31) соотносят с числом дней в коротких и длинных месяцах. Подсчёт знаков при двукратном переворачивании диска (123+119+123=365) приводит к числу, равному числу дней в году. С помощью чуть более сложных манипуляций можно получить продолжительность лунного года, драконического года и т. д. Ни одно из опубликованных исследований не предлагает чёткого объяснения, как именно использовать этот календарь, и для каких целей он применялся — для земледельческих работ, как расписание для сбора податей, военных учений и т. д. Некоторые авторы даже предполагают, что «календарём» полностью регулировалась повседневная жизнь всего населения Крита, однако ничем, кроме абстрактных вычислений, такая точка зрения не подтверждается.

### Астрономия и картография
Ряд исследователей отстаивает точку зрения, что Фестский диск применялся для астрономических наблюдений и расчётов. В частности, в работе 2009 года высказывается версия, что сторона A диска изображает астрономический цикл Сарос, начинающийся с 1377 г. до н. э. Существует также мнение, что диск использовался мореплавателями как навигационный прибор (или его часть) или просто как карта Эгеиды. Приводятся достаточно сложные вычисления и геометрические построения, призванные показать соответствие расположения знаков Фестского диска и карт звёздного неба, траекторий движения небесных тел и т. д.

### Жертвенный предмет
По одной из версий, диск является жертвенной «лепёшкой» морскому богу. Другими словами, Фестский диск — скорее всего шаблонный молитвенный текст морскому богу-владельцу лабиринта (водоворота).

### Настольная игра
К наиболее экзотическим относится гипотеза, согласно которой Фестский диск представляет собой поле для игры, наподобие детских игр, в которых участники передвигают фишки на определённое число ходов (игра-ходилка). Задача игрока — первым дойти до конца спирального «лабиринта». Исследователями приводятся примеры подобных игр у различных народов, например, у жителей древнего Египта.
Ни одна из нелингвистических гипотез также не является общепризнанной.

## Подлинность Фестского диска и достоверность сообщения Пернье
Доклад Пернье составлен в описательной, повествовательной форме и, несмотря на большое число подробностей и деталей, не даёт полного представления об обстоятельствах находки Фестского диска. При составлении доклада не использовались методы стратиграфии, обязательные в современной археологии. Точность, а позднее и достоверность сообщения Пернье ставились под сомнение несколькими исследователями.
В 1976 году итальянский археолог Луи Годар несколько раз на конгрессах и конференциях публично заявлял о своём недоверии к сообщению Пернье. Годар утверждал, что Пернье не участвовал в извлечении диска из культурного слоя и даже не находился вечером 3 июля на раскопе, хотя в публикации позднее заявил, что лично обнаружил диск. Годар выяснил, что Пернье впервые увидел диск только на следующий день, 4 июля около полудня, так как, по обыкновению, поздно встал, долго собирался и плотно завтракал, перед тем как отправиться на раскоп. Там один из рабочих предъявил ему корзину, наполненную найденными накануне предметами, среди которых был и Фестский диск. Луи Годар ссылается на Луизу Банти, ассистентку Пернье, и Доро Леви, продолжившего раскопки в Фесте в 1952 году. Следовательно, в своей статье Пернье восстанавливал сцену, при которой не присутствовал, со слов других людей, что вкупе с нестрогостью изложения ещё больше подрывает доверие к его словам.
Ив Дюу также отмечает, что отчёты Пернье «несут на себе печать своего времени», и к ним нужно относиться с большой осторожностью, особенно, когда речь заходит о датировках.
Летом 2008 года, к столетию находки, в американском журнале Minerva появилась статья его основателя и главного редактора, специалиста по вопросам подлинности произведений античного искусства Джерома Эйзенберга, который полагает, что Фестский диск является подделкой и был изготовлен Пернье. Эйзенберг пишет, что на мысль о фальшивке его натолкнули несоответствия технологии изготовления артефакта с возможностями, которыми располагали жители минойского Крита. По словам Эйзенберга, диск имеет ровные обрезанные кромки, а минойцы не умели так качественно обжигать глину. Доктор Эйзенберг и ранее выступал с подобными разоблачениями: так, он считает подделками Портлендскую вазу и этрусскую колесницу из Монтелеоне. В своей публикации Эйзенберг предположил, что Пернье изготовил диск из зависти. Он якобы хотел прославиться подобно Эвансу и Хальберру, но постоянно терпел неудачи. Тогда Пернье решил, что единственный способ изменить положение — найти артефакт, который затмевал бы открытия других археологов, и изготовил диск, покрытый нечитаемым пиктографическим письмом. Чтобы ещё больше сбить с толку исследователей, Пернье написал сообщение по спирали.
Статья Эйзенберга получила большой резонанс в СМИ, и уже в следующем номере журнала автор развил свою мысль: возможно, Пернье пошёл на подлог не только из зависти и тщеславия, а с целью получения финансирования на продолжение работ от спонсоров. Эйзенберг пишет, что даже Эвансу временами приходилось «сводить концы с концами», чтобы найти средства для работ в Кноссе. Эйзенберг также высказал некоторые предположения относительно «соучастников» Пернье, которые могли помочь ему изготовить столь искусную подделку. Здесь же автор приводит отзывы известных специалистов на первую часть статьи. Они, по большей части, заинтригованы и считают, что нужно как можно скорее провести термолюминесцентный тест. Некоторые специалисты считают, что публикация Эйзенберга — «спекуляция, не дающая ничего нового», но и они соглашаются, что проведение теста в любом случае желательно. Эйзенберг направил запрос на проведение такого анализа в Ираклионский археологический музей, но получил отказ.
31 октября — 1 ноября 2008 года в Лондоне состоялась международная конференция, посвящённая столетию открытия Фестского диска. Организатором конференции выступил журнал Minerva, председательствовал доктор Эйзенберг. Главный докладчик Луи Годар.

## Присутствие в масс-культуре и коммерции

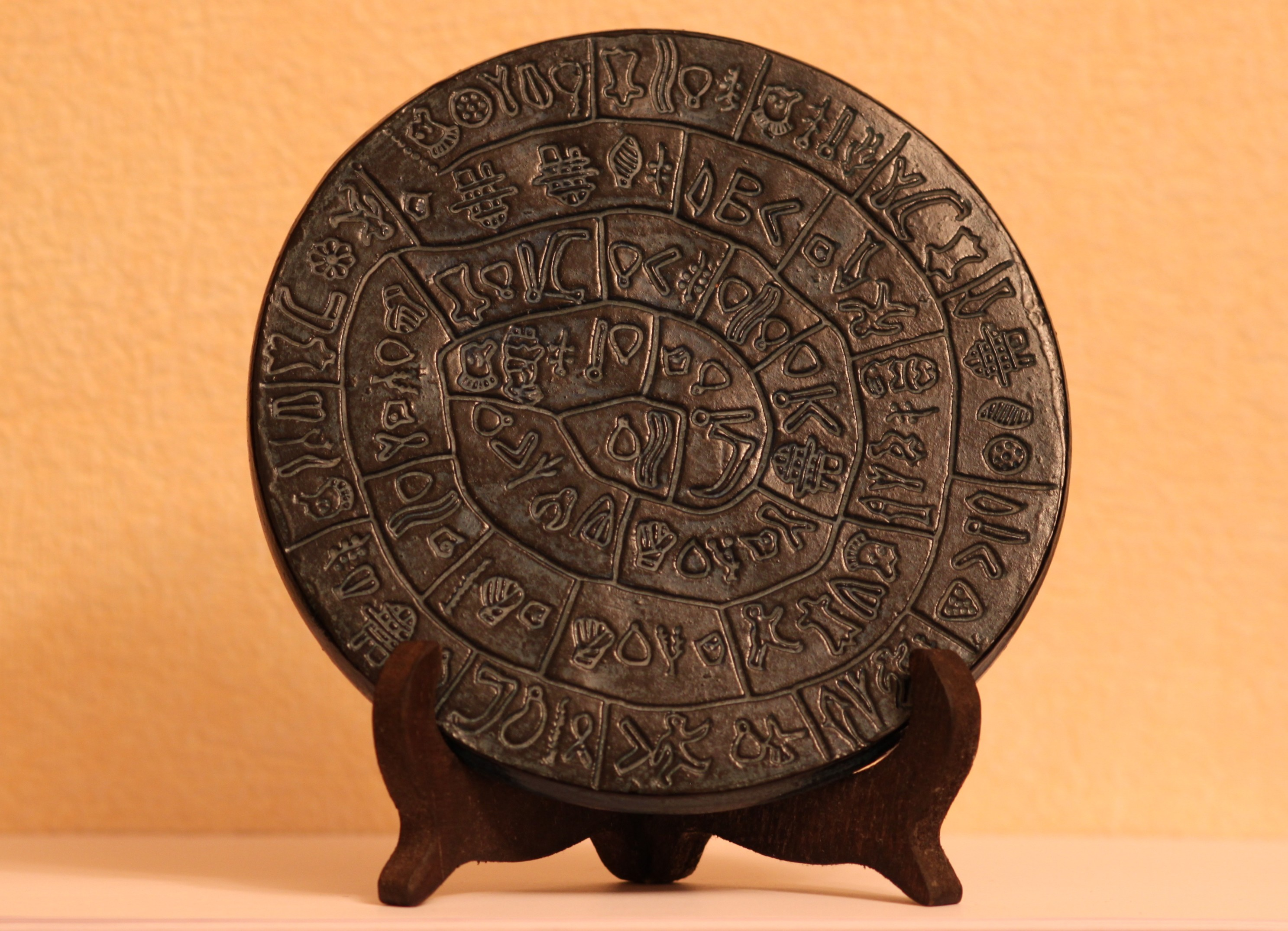
Сувенир в виде Фестского диска

- В романе известного голландского писателя Харри Мулиша «Открытие небес» (Die Entdeckung des Himmels, 1992) один из героев «ищет Бога» в Фестском диске. Автор предлагает ироничное толкование надписи: «Эту надпись невозможно расшифровать». По роману был снят одноимённый фильм (The Discovery of Heaven, 2001[68]) со Стивеном Фраем в главной роли.
- Роман австрийского писателя Францобеля Das Fest der Steine oder Die Wunderkammer der Exzentrik (2005) начинается и заканчивается описанием Фестского диска.
- В романе Seit die Götter ratlos sind (1994) немецкой журналистки и писательницы Керстин Йенцш Фестский диск играет важную роль в нескольких эпизодах, особенно в главах 9 и 13. Он является руководством по проведению массового женского ритуала посвящения.
- Одна из расшифровок Фестского диска «Человек начинает с того, что жаждет счастья в любви - и кончит тем, что взорвет вообще всё» является эпиграфом к книге Михаила Веллера «Всё о жизни».
- Фестский диск — самый популярный экспонат Археологического музея Ираклиона и один из самых известных артефактов в истории.
- Сторона А Фестского диска используется как логотип FORTH — одного из крупнейших исследовательских центров Греции[69].
- В Греции производится широкий ассортимент товаров в виде Фестского диска: ювелирные изделия из золота и серебра (броши, серьги, кулоны и т. п.), а также различные сувениры, пользующиеся неизменным спросом у туристов.
- 2015 — «Секрет Фестского кода» (англ. The Secret of the Phaistos Code), документальный фильм режиссёра Михаэля Грегора (Michael Gregor).